# Migotka

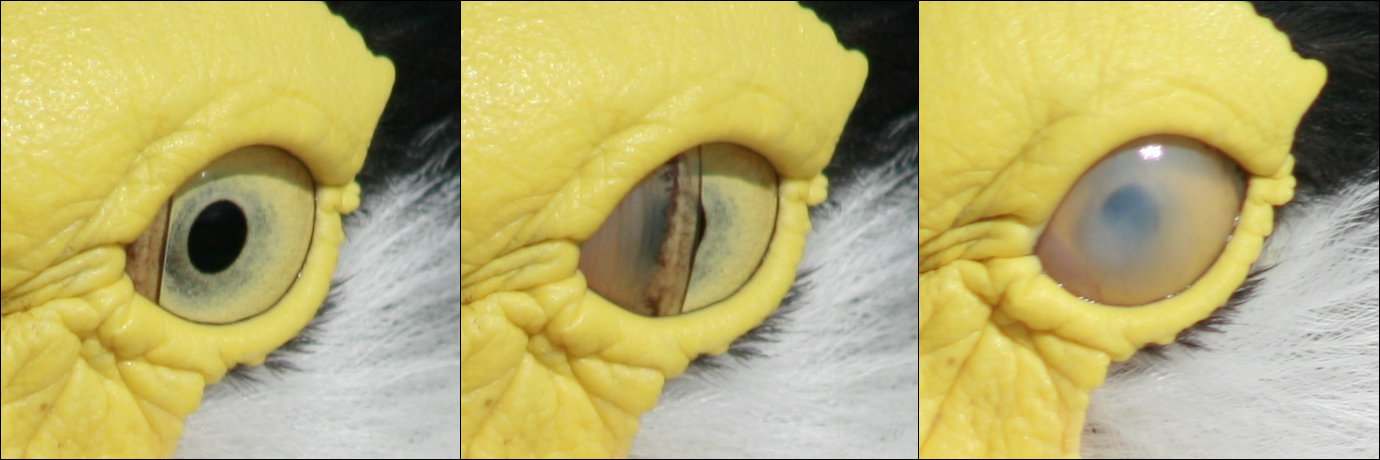
Migotka czajki płatkolicej

Migotka (łac. membrana nictitans), błona migawkowa, przesłona migawkowa, migawka, trzecia powieka (łac. palpebra tertia) – spotykany u większości kręgowców lądowych i niektórych ryb spodoustych rodzaj powieki, zdwojenie spojówki, występujące w przyśrodkowym (donosowym) kącie oka, zwykle w postaci przezroczystej błony chroniącej gałkę oczną przed urazami. Może być nasuwana na oko i służy do oczyszczania oraz zwilża rogówkę. U większości ptaków dziennych jest przezroczysta, u sów i u pluszcza nieprzezroczysta. U hatterii może być przesuwana poziomo od wewnątrz do zewnątrz oka, podczas gdy górna i dolna powieka pozostają otwarte.